# Landry (Nouveau-Brunswick)
Cet article concerne le village du centre de la Péninsule acadienne. Pour le village du sud de la même région, voir Pont-Landry. Pour les autres significations, voir Landry.
Landry, ou Landry Office,,,, est un DSL du Nouveau-Brunswick faisant partie du comté de Gloucester; le nom légal du DSL est Landry Office. Comme dans la plupart des DSL de la province, la population s'identifie plus à ses différents hameaux, soit Landry Office, Cowans Creek et Chemin-Haché. Dans le cadre de la réforme de la gouvernance locale du 1er janvier 2023, le DSL a été annexé à la ville de Caraquet.

## Toponyme
Landry est nommé ainsi en l'honneur de Michel Landry, le premier maître des postes du village en 1889. Le village est généralement appelé Landry Office, le mot Office signifiait autrefois la présence d'un bureau de poste.

## Géographie

### Géographie physique

#### Situation
Landry est situé dans la péninsule acadienne, à environ 50 kilomètres à l'est de Bathurst. Le village s'étend sur les deux rives de la rivière Pokemouche, au pied de petites collines.
Les principaux ruisseaux se déversant sur la rive droite de la rivière sont, d'amont en aval, le ruisseau des Mallet, le ruisseau à Fidèle, le ruisseau Nowlans, le ruisseau Gliddens et le ruisseau Cowans. Ce dernier mesure près de 400 mètres de large à son embouchure. Le seul ruisseau important sur la rive gauche est le ruisseau Whalens.
Landry est généralement considéré comme faisant partie de l'Acadie.

#### Géologie
Le sous-sol de Landry est composé principalement de roches sédimentaires du groupe de Pictou datant du Pennsylvanien (entre 300 et 311 millions d'années).

#### Faune et flore
Landry est situé dans l'écorégion des basses terres de l'est, plus précisément dans l'écodistrict de Caraquet. La longue histoire de colonisation et de perturbation de la forêt a entraîné la prédominance de l'érable rouge, le peuplier faux-tremble et le bouleau gris. Le creux des vallées et les secteurs de sols grossiers sont recouverts d'épinettes noires et de pins gris, témoins d'une fréquence élevée d'incendies. Il y a également de la pruche, du thuya occidental et du mélèze laricin poussant par endroits.
La pêche est pratiquée sur la rivière mais n'a jamais donné lieu à une activité commerciale. Le Comité de gestion environnementale de la rivière Pokemouche effectue depuis des années des travaux de protection des berges ainsi que de la sensibilisation. De plus, l'organisme projette d'introduire des truites et autres espèces de poisson dans la rivière.

### Géographie humaine

#### Transport
Le pont de Landry/Cowans Creek a été fermé pour une durée indéterminée à l'automne 2015, mais des travaux débutent l'automne suivant et le nouveau pont est ouvert depuis l'automne 2017.

#### Quartiers
Le village compte trois hameaux. Landry-Centre est situé sur les deux rives, au niveau du pont de Landry. C'est le principal hameau. Cowans Creek est situé au bord du ruisseau Cowans. Chemin-Haché (Hachey Roads) est situé plus loin au nord, près du ruisseau Whalens. Les deux derniers sont ruraux et compte quelques résidences.

#### Logement
L'ensemble de la paroisse d'Inkerman comptait 1 826 logements privés en 2006, dont 1645 occupés par des résidents habituels. Parmi ces logements, 91,5 % sont individuels, 2,1 % sont jumelés, 0,9 % sont en rangée, 0,6 % sont des appartements ou duplex et 3,6 % sont des immeubles de moins de 5 étages. Enfin, 1,5 % des logements entrent dans la catégorie autres, tels que les maisons-mobiles. 85,1 % des logements sont possédés alors que 14,1 % sont loués. 76,9 % ont été construits avant 1986 et 11,6 % ont besoin de réparations majeures. Les logements ont une valeur moyenne de 92 069 $, comparativement à 119 549 $ pour la province.
Landry Office est reconnu pour ces chalets et ces terrains sur le bord de la rivière sont très recherchés.

## Histoire
Le 17 août 1693, le Conseil souverain donne la concession de Pokemouche à Philippe Hesnault, de Nipisiguit, lui ajoutant trois lieues de largeur dans la vallée, un territoire qui inclut le site de Landry. Michel Degrez, qui possédait auparavant la seigneurie, devait 200 livres à Hesnault, ce qui explique probablement cette décision. Hesnault ne s'établit pas sur les lieux et d'autres marchands en profitent pour chasser sur ses terres. Il porte plainte au Conseil et obtient gain de cause le 30 août 1705 contre le directeur général de la Compagnie de Mont-Louis, Jean de Clarmont. On ne sait pas avec précision ce qui est arrivé au fief de Pokemouche après la mort d'Hesnault.
La région a été aussi cultivée par beaucoup d'arbres de Noël qui étaient très appréciés aux États-Unis il y a quelques années.
Le DSL a été formé en 1984 à partir d'une portion du DSL d'Inkerman. Vers 2012, un projet prévoit la fusion du DSL avec plusieurs autres de la région avec la ville de Shippagan ; Landry et Pokemouche sont finalement écartés du projet en 2016.

## Démographie
(août 2016).
Le DSl comptait 360 habitants en 2006, comparativement à 377 en 2001, soit une baisse de 4,5 %. La densité de population est de 9,5 habitants au kilomètre carré. Le territoire compte 204 logements, dont 151 sont occupés par des résidents habituels.
Pour l'ensemble de la paroisse d'Inkerman, l'âge médian est de 44,6 ans, comparativement à 41,5 pour la province. 87,8 % de la population est âgée de plus de 15 ans, comparativement à 83,8 % pour la province. Les femmes représentent 50,4 % de la population, comparativement à 51,3 % pour la province. Chez les plus de 15 ans, 43,6 % sont célibataires, 38,5 % sont mariés, 5,9 % sont séparés, 4,8 % sont divorcés et 7,2 % sont veufs,.
Les autochtones représentent 1,9 % de la population et 0,5 % des habitants font partie d'une minorité visible. Les immigrants représentent 0,6 % de la population, la totalité des habitants sont citoyens du Canada et 98,5 % sont issus de familles établies au Canada depuis 3 générations ou plus.
La langue maternelle est le français chez 94,6 % des habitants, l'anglais chez 3,6 %, les deux langues chez 0,7 % et 1,1 % sont allophones. 33,6 % de la population peut communiquer dans les deux langues officielles, 65,4 % sont unilingues francophones et 0,5 % sont unilingues anglophones. Le français est parlé à la maison par 95,6 % des gens, l'anglais par 2,9 %, les deux langues par 0,6 % et une langue non officielle par 0,7 %. Le français est la langue de travail de 91,5 % des employés, l'anglais de 6,0 % et 2,2 % des employés utilisent les deux langues.
29,5 % des habitants âgés de plus de 15 ans possèdent un certificat, diplôme ou grade post-secondaire, comparativement à 44,6 % pour la province.

## Administration

### Comité consultatif
En tant que district de services locaux, Landry est administré directement par le Ministère des Gouvernements locaux du Nouveau-Brunswick, secondé par un comité consultatif élu composé de cinq membres dont un président.
| Période                                  | Période | Identité      | Étiquette | Qualité |
| ---------------------------------------- | ------- | ------------- | --------- | ------- |
|                                          |         | Gérard Hébert |           |         |
|                                          |         |               |           |         |
| Les données manquantes sont à compléter. |         |               |           |         |

### Commission de services régionaux
Landry fait partie de la Région 4, une commission de services régionaux (CSR) devant commencer officiellement ses activités le 1er janvier 2013. Contrairement aux municipalités, les DSL sont représentés au conseil par un nombre de représentants proportionnel à leur population et leur assiette fiscale. Ces représentants sont élus par les présidents des DSL mais sont nommés par le gouvernement s'il n'y a pas assez de présidents en fonction. Les services obligatoirement offerts par les CSR sont l'aménagement régional, l'aménagement local dans le cas des DSL, la gestion des déchets solides, la planification des mesures d'urgence ainsi que la collaboration en matière de services de police, la planification et le partage des coûts des infrastructures régionales de sport, de loisirs et de culture; d'autres services pourraient s'ajouter à cette liste.

### Fusion à venir
Le DSL doit être fusionnée à Caraquet avec plusieurs autres localités (Bas-Caraquet, Évangéline, Pokemouche, Pokesudie, Saint-Simon et Village-Blanchard) d'ici janvier 2023, à la suite de la présentation du Livre blanc de la réforme municipale, en novembre 2021. Cette nouvelle entité comprendra une population estimée à 7893 habitants, et une assiette fiscale de 592 732 262$.

### Représentation
Nouveau-Brunswick: Landry fait partie de la circonscription de Centre-Péninsule—Saint-Sauveur, qui est représentée à l'Assemblée législative du Nouveau-Brunswick par Denis Landry, du Parti libéral. Il fut élu en 2003 puis réélu en 2008 et en 2010.
 Canada: Landry fait partie de la circonscription fédérale d'Acadie-Bathurst. Cette circonscription est représentée à la Chambre des communes du Canada par Yvon Godin, du NPD. Il fut élu lors de l'élection de 1997 contre le député sortant Doug Young, en raison du mécontentement provoqué par une réforme du régime d’assurance-emploi.

## Économie
Entreprise Péninsule, un organisme basé à Tracadie-Sheila faisant partie du réseau Entreprise, a la responsabilité du développement économique de la région. L'économie de la Péninsule acadienne est basée sur les ressources naturelles ainsi que les services et la fabrication. Le village compte plusieurs chalets et un terrain de golf de 18 trous au bord de la rivière. En fait, le développement au village est avant tout résidentiel et l'une des principales opportunités économiques sont les emplois dans la fonction publique à Caraquet et Tracadie-Sheila.
Pour l'ensemble de la paroisse d'Inkerman, chez les habitants âgés de plus de 15 ans, le taux d'activité est de 55,9 %, le taux d'emploi est de 48,0 % et le taux de chômage est de 14,1 %. À titre de comparaison, ceux de la province sont respectivement de 63,7 %, 57,3 % et 10,0 %.
Parmi ces emplois, on en dénombre 14,6 % dans l'agriculture (6,9 % au provincial), 11,1 % dans la construction (6,7 % au provincial), 15,7 % dans la fabrication (10,8 % au provincial), 2,5 % dans le commerce de gros (3,6 % au provincial), 11,4 % dans le commerce au détail (11,9 % au provincial), 3,8 % dans les finances et l'immobilier (4,2 % au provincial), 11,1 % dans la santé et les services sociaux (11,4 % au provincial), 6,3 % dans l'enseignement (6,5 % au provincial), 7,1 % dans les services de commerce (16,9 % au provincial) et 15,9 % dans les autres services (21,1 % au provincial).
Comme ailleurs dans la Péninsule acadienne, la population active est très mobile. Parmi la population active occupée, 6,9 % travaillent à domicile, aucun travaillent ailleurs dans le monde, 15,5 % sont sans lieu de travail fixe et 77,3 % ont un lieu de travail fixe. Parmi les travailleurs ayant un lieu de travail fixe, 18,9 % travaillent dans la Paroisse d'Inkerman, 54,3 % travaillent ailleurs dans le comté, 2,6 % travaillent ailleurs dans la province et 1,4 % travaillent dans une autre province.

## Vivre à Landry

### Éducation
Les élèves francophones bénéficient d'écoles à Pokemouche et à Shippagan. La ville de Shippagan possède également le CCNB-Péninsule acadienne et un campus de l'Université de Moncton.
Les anglophones bénéficient d'une école à Brantville accueillant les élèves de la maternelle à la huitième année. Ils doivent ensuite poursuivre leurs études à Miramichi. Les établissements d'enseignement supérieurs anglophones les plus proches sont à Fredericton ou Miramichi.
Il y a une bibliothèque publique à Shippagan. Le bibliobus du Nord fait toutefois un arrêt à Pokemouche.

### Autres services publics
La population est dépendante des localités environnantes, notamment Tracadie-Sheila et Caraquet, pour ses services. Le détachement de la Gendarmerie royale du Canada le plus proche est d'ailleurs situé à Caraquet. Cette ville dispose également d'un poste d'Ambulance Nouveau-Brunswick et de l'hôpital de l'Enfant-Jésus. Le bureau de poste le plus proche est à Pokemouche.
Les francophones bénéficient du quotidien L'Acadie nouvelle, publié à Caraquet, ainsi que de l'hebdomadaire L'Étoile, de Dieppe. Les anglophones bénéficient quant à eux du quotidien Telegraph-Journal, publié à Saint-Jean.